# 판테온 프로젝트
판테온 프로젝트(Project Pantheon)은 MIT 미디어 랩의 Macro Connection 팀의 프로젝트 중의 하나이다. Pantheon이라는 프로젝트의 이름에서 알 수 있듯이, 인류 역사상에서 철학, 예술, 정치, 스포츠 등 다양한 영역에 있어서 인류의 발전에 의미있는 인물들의 데이터를 정리한 프로젝트이다. 2014년 1월부터 시작한 이 프로젝트는 위키피디아와 다양한 형태의 인류업적을 데이터 자원으로 사용하고 있다. 이를 통하여 오늘날의 인류의 발전에 기여한 다양한 인물들과 업적을 기념하고 이를 편집하고 시각화하여 이해하기 쉽게하였다.  B.C.4000년에서 오늘날에 이르기까지 의 엄청난 시간과 공간적 한계를 극복하고 역사상의 인물들 간의 관계와 업적을 보여주며 이는 교수에서부터 포르노스타에 이르기까지 전 분야에 걸쳐 있다.

## 내용
Project Pantheon은 크게 4가지 형태의 Data Visualisation을 제공하며 이와 동시에 인물들과 관련한 다양한 Ranking도 제공한다. Data Visualisation의 형태로는 Treemap, Matrix, Scatterplot, Map이 있다. 이들은 각각 이 프로젝트에서 제작한 지표인 HPI 지수를 사용하여 중요도를 판별하며, 데이터의 원천으로는 개인 업적 또는 판테온 프로젝트의 데이터 중에서 선택할 수 있다. Rangking 또한 이 지수를 이용하여 다양한 순위를 제공하여 쉽게 비교가 가능하게 되어 있다.

### Visualisation
Visualisation은 크게 4가지 형태(Treemap, Matrix, Scatterplot, Map)로 데이터를 제공하며, 각각에 대하여 다양한 지표들을 사용하여 다양한 종류의 자료를 볼 수 있으며, 비교 또한 가능하다.

#### Treemap
Treemap은 국가 별, 영역 별로 얼마나 다양한 인물들이 있었는지를 한 눈에 보기 쉽게 정리한 자료이다. 이를 통하여 한 국가 내에서 얼마나 다양한 영역의 인물들이 존재하였으며, 각각의 순위와 비중 또한 알 수 있다. 또한 영역 별로 보았을 때에는 각 영역에서 어느 나라 출신의인물들이 존재하며 전체에서 얼마의 비중을 차지하고 있는지를 보여주며, 마찬가지로 각각의 순위와 전체적인 순위 또한 제공하고 있다.  각각의 국가 별, 영역 별 검색을 할 때에 다양한 지표들이 존재한다. B.C. 4000년에서 2010년까지 원하는 기간 동안의 인물 내에서만 검색이 가능하며, 데이터 원천의 종류와 평가 기준이 되는 지표 또한 개인적으로 설정할 수 있다.

#### Matrix
Matirix는 전체 국가와 전체 대분류 영역을 표 하나에 나타낸 것으로, 가로축에는 각각의 영역들이 있고 세로축에는 국가들이 더 많은 인물이 있는 순으로 차례대로 나타나게 되어 있고  색상의 농도를 통하여 그 정도 또한 파악할 수 있다. 이를 통하여 국가 별로 비교가 가능하며, 각 영역별로도 비교가 가능하다. 이를 통하여 볼 때, 종교의 사회적 영향력의 감소를 알 수 있으며, 과학과 창조예술 등의 분야들이 상승한다는 것을 알 수 있다.이 데이터 또한 다양한 지표를 통하여 볼 수 있는데, 성별을 남, 녀, 남과 여, 여/남으로 볼 수 있으며, 마찬가지로 시간 대와 데이터 원천, 지표 등을 선택하여 볼 수 있다.

#### Scatterplot
Scatterplot은 국가와 국가 간, 영역과 영역 간 비교를 하기 위한 데이터 자료이다. 크게 2가지로 나뉘는 Scatterplot은 2개의 국가를 지정을하면 각 국가에서 영역별로 2차원 그래프 상에서 나타내 한 축에는 한 국가 다른 축에는 다른 국가를 지표로 설정하여 두 국가 간에 어느 영역에서 더 많은 인물들이 있었는지를 쉽게 알 수 있다. 마찬가지로 2개의 영역을 지정하면 각 영역 내에서 어느 나라에서 더 많은 인묻들이 있었는 지를 알 수 있다. 그래프를 보기 좋게 일반 함수와 로그 함수로 볼 수 있으며, 따로 볼 수도 있으며 대칭해서 볼 수도 있다. 또한 앞의 다른 데이터 형태와 마찬가지로 데이터 원천과 평가 지표를 선택할 수 있다.

#### Map
Map은 여러 다양한 형태의 데이터 비쥬얼라이제이션 중 간단한 형태로 지도 상에 각 분야별로 얼마나 전 지구적으로 인물들이 나타났는지를 표현한다. 지도 상에 짙은 정도를 달리하여 짙을 수록 더욱 많은 인물들이 있는 것으로 이를 통하여 국가 별, 대륙 별로 쉽게 한 눈에 알 수 있다. 마찬가지로 시기와 지표, 데이터 자료 원천 등을 선택할 수 있다.

### Ranking
시각화된 자료로 제공되는 형태 이외에도 판테온 프로젝트는 Ranking을 통하여 각각의 순위들도 제공한다. 순위는 3가지로 나뉘어서 제공되는데, 국가 별, 인물 별, 영역 별로 순위를 제공한다. 국가 별로는 각 국가에서 탄생한 인물들의 숫자 순서로 정렬이 되어 있으며, 근거가 되는 다양한 지표들도 제공한다. 또한 여성의 비율과 50개 언어 이상의 위키피디아에 있는 인물의 숫자들도 제공한다. 인물 별로도 근거가 되는 다양한 지표들과 함께 직업, 국가, 성별 들도 제공한다. 영역 별로는 각 영역에서의 총 인물들의 숫자와 국가의 수, 여성의 비율, 속한 산업 등 도 나타낸다. 각 분류내에서 각각의 지표에 따라 순위의 재정렬이 가능하며 앞의 시각화된 데이터와 마찬가지로 시대와 데이터 원천, 근거 지표 등도 선택할 수 있다.

### People
판테온 프로젝트는 더욱 구체적으로 각각의 인물들에 대해서 다양한 지표들과 더불어 자료들도 제공한다. 얼마나 많은 언어로 위키피디아에 있는 지, 얼마나 많은 페이지가 있는 지, 각 영역 별, 국가 별 그 인물의 순위 들도 제공하고 있다.

## 목적
판테온 프로젝트의 목적은 프로젝트의 리더인 César Hidalgo에 따르면 판테온 프로젝트의 가장 큰 목적은 역사적, 문화적 생산물 들을 서로 간에 연결하여 데이터들을 정리하여 시각화하고 각 데이터들간에 연결을 하는 것이다. 이를 통하여 데이터들을 모으고, 분석하고 이를 하나의 생산물로써 시각화하여 이로 인해 지금까지의 인류가 있기까지의 선조들의 유산들을 기념하는 것이 판테온 프로젝트의 목적이다.

## 프로젝트 방식
판테온 프로젝트는 데이터 원천으로 25개국 언어 이상으로 존재하는 위키피디아 항목을 정리하여 사용한다. 이렇게 정리한 각 인물들을 인물이 태어난 도시의 현재의 국가와 연결하였다.또 다른 데이터 원천으로는 Human Accomplishment이다. Human Accomplishment는 예술, 과학 등 다양한 분야에서 생산된 책이나 작품 등을 의미하며, 이 자료 역시 현재의 국가와 연결시켰다. 이렇게 구축한 데이터 자료들을 이용하여 각 역사적 인물들의 순위를 정하기 위해 2가지 지표를 사용한다. 그 중의 하나인 L은 위키피디아로 존재하는 언어의 숫자이며 더욱 정교한 지표인 HPI(Historical Popularity Index)는 인물의 시대를 반영하여 시간의 장벽을 해소하고자 하며, 일부 언어로만 번역되어 페이지를 읽은 것이 많은 것을 보완하며, 영어 위키피디아에 편향되지 않게 하여 L지표를 보완한다.
2가지 데이터 자료와 2가지 지표를 활용하여 총 11340명의 인물들을 선정하였고, 이들을 중복되지 않게 하여 총 88개의 카테고리를 정하여 크게는 Art, Business & Law, Exploration, Humanities, Institutions, Public Figure, Science & Technology, Sports로 나뉘어 그 안에 다시 세세한 직업군으로 나뉘어 분포시켰다.